# Angelika Kirchschlager
Angelika Kirchschlager (Salisburgo, 24 novembre 1965) è un mezzosoprano austriaca.

## Biografia
Nata a Salisburgo, Angelika Kirchschlager ha studiato pianoforte al Mozarteum e successivamente, nel 1984, ha iniziato a frequentare l'Accademia Musicale di Vienna, dove ha avuto come insegnanti Gerhard Kahry e Walter Berry. Le sue prime esibizioni sono state alla Wiener Kammeroper e alla Oper Graz. Nel 1991 si è aggiudicata il terzo premio alla International Hans Gabor Belvedere Competition.
Il suo debutto sul palcoscenico è avvenuto nel 1993 con l'interpretazione del personaggio di Octavian da Il cavaliere della rosa. Nello stesso anno è diventata membro del Wiener Staatsoper dove ha debuttato con il ruolo di Cherubino ne Le nozze di Figaro e ha ricevuto la Mozart Medaille del Mozartgemeinde Wien.
Nel 2002 Angelika Kirchschlager si è esibita nel ruolo di Sophie per la première mondiale dell'opera Sophie's Choice, scritta da Nicholas Maw, alla Royal Opera House di Londra, alla première americana presso la Washington Opera (in una versione rivista della composizione) e al debutto austriaco alla Volksoper di Vienna.
È ospite fisso al festival di Lieder Schubertiade Schwarzenberg nel Vorarlberg.

## Attività e riconoscimenti
Tra le più autorevoli mezzosoprano della propria generazione, apprezzata per le sue esibizioni in ambito sia cameristico che operistico, Angelika Kirchschlager è unanimemente riconosciuta tra gli interpreti di riferimento di Richard Strauss e Mozart. Ha lavorato con direttori illustri quali Claudio Abbado, Bertrand de Billy, Sir Colin Davis, John Eliot Gardiner, Christopher Hogwood, James Levine, Kurt Masur, Riccardo Muti, Kent Nagano, Seiji Ozawa, Kurt Sanderling, Donald Runnicles e Sir Simon Rattle.
Collabora di frequente con pianisti come Julius Drake, Helmut Deutsch, Graham Johnson e Roger Vignoles. Ha cantato nei più noti teatri internazionali: Teatro alla Scala, Royal Opera House, Metropolitan Opera a New York, Opéra de Paris, Deutschen Oper Berlin, San Francisco Opera, Salle Pleyel.
Nel 2007 Angelika Kirchschlager è stata nominata dal governo austriaco Kammersängerin della Wiener Staatsoper. 

È professore ospite sia presso il Mozarteum di Salisburgo che alla Royal Academy of Music di Londra, della quale è anche membro onorario.
In ambito cameristico si esibisce con pianisti quali Julius Drake e Helmut Deutsch per varie realtà concertistiche italiane quali la GOG Giovine Orchestra Genovese, Società del Quartetto di Milano, Amici della Musica di Firenze e Ravenna Festival. 

## Discografia
- Bach: Mass in B Minor, BWV. 232 - Alastair Miles/Angelika Kirchschlager/Barbara Bonney/John Mark Ainsley/Saito Kinen Orchestra/Seiji Ozawa/Tokyo Opera Singers, 2002 Philips
- Bach: Arias - Andrea Marcon/Angelika Kirchschlager/Venice Baroque Orchestra, 2002 Sony
- Britten: The Rape of Lucretia - Oliver Knussen/Ian Bostridge/Peter Coleman-Wright/Christopher Purves/Susan Gritton/Hilary Summers/Angelika Kirchschlager/Benjamin Russell/Claire Booth/Aldeburgh Festival Ensemble, 2013 EMI/Erato
- Händel: Arien - Angelika Kirchschlager/Kammerorchester Basel/Laurence Cummings, 2011 Sony
- Liszt: The Complete Songs, Vol. 2 - Angelika Kirchschlager/Julius Drake, 2012 Hyperion
- Strauss: "Amor" - Opera scenes & Lieder - Angelika Kirchschlager/Antonio Pappano/Felicity Lott/Orchestra of the Royal Opera House, Covent Garden/Sophie Koch, 2004 EMI/Virgin
- Wolf: Songs - Angelika Kirchschlager, 2008 SONY BMG
- Classic Selection - Liederreise - Angelika Kirchschlager/Robert Lehrbaumer, 2012 Preiser
- Seligkeit - Angelika Kirchschlager/Philharmonia Schrammeln, 2011 Universal
- Angelika Kirchschlager Sings Christmas Carols - Angelika Kirchschlager/Simon Keenlyside/Tonkünstlerorchester Niederösterreich, 2007 SONY BMG
- My Heart Alone - Angelika Kirchschlager/Tonkünstlerorchester Niederösterreich, 2007 SONY BMG
- The Moon's a Gong, Hung in the Wild - Maurice Lammerts van Bueren/Angelika Kirchschlager, 2015 Maurice Lammerts van Bueren
- Orgel-Liederreise - Angelika Kirchschlager/Robert Lehrbaumer, 2014 Preiser
- When Night Falls - Angelika Kirchschlager, 1999 SONY BMG
- Angelika Kirchschlager: Lieder - Angelika Kirchschlager/Helmut Deutsch, 1996 SONY BMG

## DVD
- Handel: Giulio Cesare (Glyndebourne, 2005) - Angelika Kirchschlager/Danielle de Niese/William Christie, Opus Arte/Naxos
- Humperdinck: Hansel und Gretel (Royal Opera House, 2008) - Angelika Kirchschlager/Diana Damrau/Elizabeth Connell/Thomas Allen/Anja Silja/Colin Davis (direttore d'orchestra), Opus Arte/Naxos
- Lehar: The Merry Widow (San Francisco Opera, 2001) - Bo Skovhus/Angelika Kirchschlager, Opus Arte/Naxos/BBC
- Maw: Sophie's Choice (Royal Opera House, 2002) - Angelika Kirchschlager/Simon Rattle, regia Trevor Nunn, Opus Arte/Naxos
- Mozart: Don Giovanni (Vienna State Opera, 1999) - Anna Caterina Antonacci/Ildebrando D'Arcangelo/Angelika Kirchschlager/Lorenzo Regazzo/Riccardo Muti, regia Roberto De Simone, Arthaus Musik/Naxos
- Strauss R: Capriccio (Vienna State Opera, 2013) - Renée Fleming/Bo Skovhus/Angelika Kirchschlager/Christoph Eschenbach, C Major/Naxos
- Strauss R: Der Rosenkavalier (Salzburg Festival, 2004) - Angelika Kirchschlager, TDK/Naxos